# Ian Edginton
Ian Edginton, est un scénariste britannique de bande dessinées.

## Biographie
Ian Edginton est un scénariste britannique de bande dessinées. Il est principalement connu pour ses participations aux franchises Star Wars, Star Trek, Alien, Predator et Terminator.
En 2010, il adapte les romans d'Arthur Conan Doyle mettant en scène le célèbre détective Sherlock Holmes, avec le dessinateur Ian Culbard. Parallèlement, il développe une série d'histoires apocryphes du même héros, aux prises avec des créatures fantastiques (des zombies, Dracula,…).

### Version française
- Le Chien des Baskerville (2010, Akileos)
- Une étude en rouge (2010, Akileos)
- Le Signe des quatre (2011, Akileos)
- La Vallée de la peur (2011, Akileos)
- Victorian Undead : Sherlock Holmes contre les Zombies (2011, Panini)

### Version originale
- The Hound of the Baskervilles (2009, Selfmadehero)
- A Study in Scarlet (2010, Selfmadehero)
- Victorian Undead: Sherlock Holmes vs Zombies (2010, Wildstorm)
- Victorian Undead: Sherlock Holmes vs Jekyll/Hyde (2010, Wildstorm)
- Victorian Undead: Sherlock Holmes vs Dracula (2011, Wildstorm)
- The Valley of Fear (2011, Selfmadehero)
- The Sign of the Four (2011, Selfmadehero)
- A Princess of Mars (2012, Selfmadehero)